# Arsieți
Arsieții sunt unul dintre triburile dacice. Arsieții fac parte din neamul arsietae, sigur dacic.
Arsieții sunt localizați de către Ptolemeu în "Geografia" la izvoarele Vistulei. Astfel Ptolemeu enumerând diferitele neamuri care se aflau mai la sud de Vistula spune că mai jos de anartofracții și burgionim, urmează „mai departe, arsieții, sabocii, piengetii și biesii”, aflați „pe lângă Muntele Carpatos”.
De numele arsieților sunt legate localitățile Arsenion și Arsekvia din Silezia Cehă.